# IShowSpeed
Darren Jason Watkins Jr. (Cincinnati, Ohio, 21 de enero de 2005), conocido como IShowSpeed o simplemente Speed, es un streamer y youtuber estadounidense. Ganó notoriedad a principios de los años 2020 por sus transmisiones en vivo de videojuegos, destacándose por su estilo enérgico y reacciones exageradas. Su popularidad aumentó con la viralización de clips en TikTok, lo que impulsó el crecimiento de su canal de YouTube, superando los 40 millones de suscriptores en 2025.
Además del streaming, ha incursionado en la música con sencillos como World Cup (2022). Ha sido objeto de controversias debido a su comportamiento en transmisiones en vivo, lo que le ha llevado a recibir prohibiciones en plataformas como Twitch.

## Biografía
Darren Jason Watkins Jr. nació el 21 de enero de 2005 en Cincinnati, Ohio.Abrió su canal de YouTube en 2016, aunque no fue hasta 2019 cuando comenzó a transmitir con regularidad. En sus inicios, jugaba títulos como NBA 2K y Fortnite, con una audiencia reducida. Su popularidad despegó en 2021, cuando sus seguidores comenzaron a compartir clips de sus reacciones en TikTok, lo que aceleró el crecimiento de su canal.
En abril de 2021 alcanzó los 100 000 suscriptores, en junio superó el millón, y en julio de 2022 llegó a los 10 millones. Para agosto de 2023, había superado los 20 millones.

### Vida privada
En noviembre de 2023, Darren Jason Watkins alquiló una mansión de 10 millones de dólares en Florida.

### Filantropía
En 2023, donó más de 50 000 dólares a las víctimas de los terremotos de Turquía y Siria.Ese mismo año, participó en un combate benéfico contra KSI, logrando recaudar más de 50 000 libras para la Fundación Anthony Walker.

## Trayectoria

### 2019 - 2022: Inicios
Speed se destacó por sus transmisiones caóticas y su personalidad impulsiva. En este periodo, fue vetado de Twitch y Valorant tras polémicas relacionadas con su comportamiento en directo. Su contenido también ayudó a popularizar nuevamente el juego móvil Talking Ben, que llegó al primer puesto en la App Store más de una década después de su lanzamiento.
En 2022, participó en eventos de entretenimiento, como el partido benéfico de los Sidemen, donde fue amonestado por una acción antideportiva. En diciembre, ganó el premio Streamy en la categoría Breakout Streamer.
IShowSpeed comenzó a transmitir en 2019, pero alcanzó notoriedad en 2021 cuando sus seguidores comenzaron a compartir clips en TikTok de su comportamiento explosivo en vivo, lo que lo convirtió en un fenómeno viral.Sus arrebatos le valieron prohibiciones en Twitch y Valorant.Kotaku lo describió como «uno de los streamers de más rápido crecimiento» en YouTube. Su popularidad también se impulsó por sus videos sobre Talking Ben, que revitalizaron el juego, llevándolo al primer puesto en la App Store más de una década después de su lanzamiento.
En julio de 2022, encendió un fuego artificial de Pikachu dentro de su habitación, casi provocando un incendio.En septiembre, participó en el partido benéfico de Sidemen, donde fue amonestado tras golpear con su camiseta al árbitro Mark Clattenburg por anular su gol. En noviembre, el rapero Lil Nas X hizo su debut en transmisiones en vivo apareciendo en su canal.Entre ese mes y diciembre, viajó a varios estadios, incluidos Old Trafford, Craven Cottage y Catar, con la esperanza de ver a Cristiano Ronaldo jugar, pero no logró verlo en acción hasta la eliminación de Portugal ante Marruecos. En diciembre, ganó el premio Streamy en la categoría Breakout Streamer.

### 2023 - 2024: Contenido basado en el fútbol y primeros tours por el mundo
En 2023, IShowSpeed continuo expandiendo su presencia como creador de contenido, destacándose principalmente por su asociación con la plataforma Rumble, firmada en mayo de ese año en colaboración con Kai Cenat.En el mismo período, participó en el festival Rolling Loud en Portugal, donde se presentó junto a Ski Mask the Slump God y DJ Scheme,y tuvo un encuentro con Cristiano Ronaldo en Lisboa.Durante una transmisión en vivo de agosto de 2023, protagonizó un incidente viral tras mostrar accidentalmente su pene, lo que generó el término "IShowMeat" en redes sociales. 
El 3 de julio de 2024, durante una visita a Noruega, transmitió en vivo desde una tienda de souvenirs, donde, mientras interactuaba con una multitud desde una ventana del segundo piso, se lesionó el tobillo.Tras ser escoltado por un guardaespaldas, fue atacado por la multitud y hospitalizado.A pesar de este incidente, su gira por Europa acumuló más de 2.5 mil millones de visitas en diversas plataformas.En agosto, realizó una acrobacia en vivo en Miami saltando sobre dos autos de lujo, pero la transmisión fue eliminada por YouTube el 5 de agosto por violar sus términos de servicio.
En septiembre, Speed llevó a cabo una exitosa gira por el sudeste asiático, visitando siete países y superando los 30 millones de suscriptores, con un total de 110 millones de visitas.Durante esta gira, logró un hito con su transmisión en Indonesia, alcanzando 1 millón de espectadores simultáneos. En noviembre, participó en una carrera de exhibición de 50 metros contra Noah Lyles, medallista de oro en los Juegos Olímpicos de Verano de 2024, aunque no logró la victoria.Ese mes también comenzó su gira por Australia y Nueva Zelanda, donde sufrió un incidente tras intentar un salto peligroso.Además, Complex Networks lo clasificó como el número uno en su lista de "Los 25 mejores streamers en este momento".

### 2025-presente: Tour Latinoamérica y actualidad

Países del mundo que fueron visitados por Speed actualizado tras la culminación de su gira por LATAM.

Speed realizó una gira por Latinoamérica en 12 de enero de 2025, acompañado por creadores de contenido locales en varios países. En Colombia, estuvo con WestCOL y enfrentó algunos incidentes como cuando le lanzaron harina y la confundió con cocaína o cuando casi se atora con las espinas de un pescado, aunque ambos no llegaron a mayores.  En Guatemala realizó una peligrosa pirueta, aunque resultó ileso. En Ecuador, transmitió junto a Jorgito El Guayaco y probó la gastronomía local, aparte de recibir múltiples regalos por parte de sus fanáticos. En Panamá, luchó contra un karateca local y recibió un reconocimiento por parte del alcalde del Distrito de Panamá. En Argentina, celebró su cumpleaños junto a Spreen y visitó la Bombonera junto a la barra de Boca Juniors. En Chile, probó platos típicos y conoció a Arturo Vidal,aunque suspendió su visita al Monumental y apagó el directo tras que un grupo de personas sin identificar protagonizaran un incidente con pirotécnicos cerca al vehículo que lo transportaba. En Uruguay, recorrió la Ciudad Vieja y visitó a la barra del Peñarol y en Paraguay transmitió desde Ciudad del Este antes de continuar hacia Brasil para visitar las Cataratas del Iguazú. En Perú, Zein lo guió por Lima, donde recibió un reconocimiento por parte del alcalde Rafael López Aliaga que lo nombró como «embajador del turismo de la ciudad» y repitió, sin saber el contexto, una consigna política en contra de la presidenta del Perú, Dina Boluarte. Su visita tuvo gran audiencia, pero de igual manera Speed criticó la falta de seguridad en la zona. Finalmente, en Bolivia, sufrió problemas de conexión que complicaron su transmisión en vivo, por lo que tuvo que cerrar directo de manera repentina. Al concluir su gira, Speed agradeció el apoyo del público que lo acompañó durante su travesía por Latinoamérica.
El 1 de febrero de 2025, Speed apareció en el Royal Rumble de la WWE como reemplazo de Akira Tozawa. Logró eliminar a Otis junto a Bron Breakker, pero fue eliminado poco después.
Más tarde, el 14 de febrero de 2025, Watkins participó en "Match for Hope 2025", un evento benéfico de fútbol organizado en Doha, Qatar, como cocapitán del equipo Chunkz & IShowSpeed, enfrentándose al equipo AboFlah & KSI. El partido terminó con la victoria del equipo AboFlah & KSI por 6-5 sobre el equipo Chunkz & IShowSpeed. El evento logró recaudar más de $10,7 millones para caridad. Posteriormente, el 8 de marzo, Speed volvió a participar en otro partido benéfico organizado por los Sidemen.
El 18 de marzo de 2025, Speed anuncio una nueva gira, en esta ocasión en China, debido a esto, en medio de su gira, se le informo  al streamer que ciertas autoridades locales lo habrían «elogiado» por «promover las relaciones positivas entre China y Estados Unidos».

### Carrera musical
En agosto de 2021, IShowSpeed lanzó su primer sencillo, «Dooty Booty», en su canal de YouTube. Tiempo después, la canción rápidamente se hizo popular en YouTube y otros sitios de redes sociales como TikTok. En noviembre de 2021 lanzó un sencillo titulado «Shake», que incluía muestras de «Ready or Not» de Fugees y «Hit the Road Jack» de Ray Charles. El vídeo musical recibió más de 160 millones de visitas en YouTube. En junio de 2022, lanzó una canción llamada «Ronaldo (Sewey)», tras su admiración por Cristiano Ronaldo. En noviembre de 2022, lanzó un sencillo titulado «World Cup» bajo Warner Records en honor a la Copa Mundial de la FIFA 2022.

## Controversias
En diciembre de 2021, IShowSpeed participó en un programa de citas en vivo en Twitch, presentado por Adin Ross, donde tuvo un intercambio con la creadora de contenido Ash Kash que fue ampliamente interpretado como una amenaza de agresión sexual. Tras ser eliminado del programa, se reincorporó a la llamada de Discord y continuó acosándola verbalmente, lo que llevó a su expulsión del chat. Posteriormente, Twitch prohibió su cuenta de forma permanente por «coerción o intimidación sexual».
En abril de 2022, un antiguo clip de Speed jugando Valorant se volvió viral, donde le dijo a una jugadora: «Sal del puto juego y lava los platos de tu marido».Como consecuencia, la productora del juego, Sara Dadafshar, anunció su prohibición permanente en Valorant y otros títulos de Riot Games. Speed se disculpó, argumentando que había recibido comentarios racistas de otros jugadores ese día.
En agosto de 2022, fue esposado en vivo por agentes de policía mientras transmitía en YouTube, lo que lo obligó a finalizar la transmisión.Afirmó haber sido arrestado y liberado bajo fianza por Adin Ross. Ese mismo mes, intentó hacer trampa en un curso en línea pidiendo respuestas a su audiencia, quienes le dieron intencionalmente respuestas incorrectas, obteniendo un 0/10 en su prueba.También recibió una huelga y una prohibición de una semana en YouTube tras mostrar contenido explícito en un mod de Minecraft frente a 96,000 espectadores.
En noviembre de 2022, Sky Sports dejó de presentarlo en su plataforma y eliminó contenido relacionado con él debido a comentarios misóginos en su pasado.También fue acusado de promover una presunta estafa de criptomonedas en una transmisión patrocinada.Ese mismo mes, durante la Copa Mundial de la FIFA 2022, fue criticado por comentarios percibidos como racistas hacia un espectador chino, lo que lo llevó a disculparse públicamente.
El 16 de agosto de 2023, durante una transmisión en vivo, Speed saltó de su asiento debido a que «Glamrock Chica» lo asustó mientras jugaba Five Nights at Freddy's: Security Breach y accidentalmente mostró su pene a una audiencia en vivo de 25 000 personas. Posteriormente, terminó la transmisión en vivo por vergüenza. Los espectadores subieron el clip a las redes sociales y el término «IShowMeat», en referencia a la palabra del argot carne, que significa pene, comenzó a ser tendencia en Reddit y X (Twitter).

## Discografía

### Sencillos
| Título                | Año  | Posiciones en las listas | Posiciones en las listas | Posiciones en las listas | Posiciones en las listas | Posiciones en las listas | Álbum |
| Título                | Año  | IRE                      | NLD Tip                  | NZ Hot                   | SWE Heat.                | UK                       | Álbum |
| --------------------- | ---- | ------------------------ | ------------------------ | ------------------------ | ------------------------ | ------------------------ | ----- |
| «Dooty Booty»         | 2021 | -                        | -                        | -                        | -                        | -                        | N/A   |
| «Shake»               | 2021 | -                        | -                        | -                        | -                        | -                        | N/A   |
| «God Is Good»         | 2022 | -                        | -                        | -                        | -                        | -                        | N/A   |
| «Ronaldo (Sewey)»     | 2022 | -                        | -                        | -                        | -                        | -                        | N/A   |
| «World Cup»           | 2022 | 37                       | 1                        | 29                       | 6                        | 52                       | N/A   |
| «Dogs» con Kai Cenat) | 2023 | -                        | -                        | -                        | -                        | -                        | N/A   |
| «Portuginies»"        | 2023 | -                        | -                        | -                        | -                        | -                        | N/A   |

## Filmografía
| Año  | Título     | Artista(s)             | Rol      | Ref.   |
| ---- | ---------- | ---------------------- | -------- | ------ |
| 2022 | «Let's Go» | Tion Wayne (con Aitch) | Él mismo | [ 87 ] |

## Premios y nominaciones
| Año  | Ceremonia                       | Categoría                      | Resultado | Ref.   |
| ---- | ------------------------------- | ------------------------------ | --------- | ------ |
| 2022 | Premios Streamy                 | «Streamer del año»             | Nominado  | [ 88 ] |
| 2022 | Premios Streamy                 | «Streamer de fuga»             | Ganador   | [ 88 ] |
| 2023 | Premios Streamy                 | «Streamer del año»             | Nominado  | [ 89 ] |
| 2023 | Premios Streamy                 | «Variedad de Streamers»        | Ganador   | [ 89 ] |
| 2025 | Nickelodeon Kids' Choice Awards | Jugador de videojuegos favorio | Ganador   | [ 90 ] |